# قلعه ارزه خوران
قلعه ارزه خوران یک روستا در ایران است که در دهستان اوریاد واقع شده‌است. قلعه ارزه خوران ۲۰۱ نفر جمعیت دارد.